# 연천 미라클
연천 미라클(YeonCheon Miracle)은 경기도 연천군을 연고로 하고, 야구 아카데미를 표방하는 대한민국의 두번째 독립 야구단이다. 2015년 2월 24일, 임시로 ISG 미라클이라는 팀명으로 창단을 발표하였으나, 2015년 3월 17일, 경기도 연천군과 공식적으로 타이틀 스폰서 계약을 맺고, 2015년 3월 20일 연천 미라클이라는 팀명으로 창단하였다.

## 역사

#### 2015
- 2월 24일 - (주)인터내셔널스포츠그룹에 의하여 독립야구단 ISG 미라클 창단 발표, 초대감독 김인식, 코치 정진환, 인스트럭터 김일훈, 최연오, 김용민 선임
- 3월 2일 - 구단주 박정근, 단장 우수창 등 프런트 구성 및 첫 훈련
- 3월 17일 - 연천군과 타이트스폰서 조인식(서울 호서빌딩)/ 네이밍 권리 양도(구단명: 연천 미라클)
- 3월 20일 - 공식 창단, 연천베이스볼파크
- 4월 20일 - 창단 첫 승 (對 NC 다이노스 산하 고양 다이노스 스코어 4:3)
- 7월 31일 - 여름방학 유소년 야구캠프 개최(연천베이스볼파크)
- 8월 24일 - 2016 KBO 드래프트 2차 지명에서 투수 이케빈 지명(삼성 라이온즈 2차 2번 전체 11순위)
- 9월 17일 - 2016 추계 입단 트라이아웃 실시
- 10월 6일 - NC 다이노스 팬들, 암 투병중인 투수 원종현 이름으로 연천 미라클에 후원금 전달
- 12월 1일 - 김일훈, 김용민 인스트럭터 사임
- 12월 3일 - 외야수 김원석, 한화 이글스 입단(정식선수)
- 12월 17일 - 내야수 이강혁, NC 다이노스 입단(육성선수)

#### 2016
- 2월 1일 - (주)인터내셔널스포츠그룹에서 (유)연천미라클야구단으로 운영법인 변경
- 2월 4일 - 연천군과 2016 스포츠 홍보마케팅 조인식(서울 올림픽파크텔)
- 2월 17일 - 2016 춘계 입단 트라이아웃 실시(남양주체육문화센터 야구장)
- 3월 1일 - 최연오 인스트럭터, 코치로 선임
- 5월 3일 - 포수 조용성, 삼성 라이온즈 입단(육성선수)
- 5월 5일 - 연천구석기축제 참가(야구체험 부스 운영 등)
- 7월 29일 - 연천미라클 유소년 여름방학 야구캠프 개최(연천베이스볼파크)
- 11월 29일 - 내야수 윤국영, NC 다이노스 입단(육성선수)

#### 2017
- 3월 2일 - 연천군과 2017 스포츠 홍보마케팅 조인식(성남 밀리토피아호텔)
- 3월 10일 - 2017 선수선발 트라이아웃(남양주체육문화센터 야구장)
- 3월 29일 - 2017 스트라이크존배 한국독립야구리그 조인식(성남 밀리토피아호텔)
- 4월 24일 - 2017 스트라이크존배 한국독립야구리그 개막전(對 서울 저니맨, 목동야구장)
- 5월 7일 - 브리온스포츠와 '월간 MVP' 용품지원 업무협약
- 5월 9일 - 2017 스트라이크존배 한국독립야구리그 홈개막전(對 서울 저니맨, 연천베이스볼파크)
- 6월 5일 - 2017 스트라이크존배 한국독립야구리그 6차전 야간경기 (목동야구장, 對 서울 저니맨, IB스포츠 생중계)
- 6월 27일 - 최연오 코치 사임
- 7월 1일 - 노찬엽 코치 선임
- 7월 3일 - 연천군 관내 동호회 야구인 대상 야구 아카데미(9월 30일까지 진행)
- 7월 23일 - KBS 2TV 다큐멘터리 3일 510회 '독립야구단 연천미라클 72시간' 방송
- 7월 27일 - 연천군 신서면 지역 주민 및 어르신 대상 백설기, 시루떡 등 나누기 행사
- 7월 29일 - 연천군 관내 초,중등 학생 대상 야구캠프 개최(연천베이스볼파크)
- 8월 31일 - 한국독립야구리그 KBO 용품지원 (서울, 양주, 연천 각 팀에게 1,000만원 상당의 공, 배트 지원)
- 9월 5일 - 헐크파운데이션 재단 이만수 이사장 피칭머신 후원(연천베이스볼파크)
- 9월 22일 - 2017 스트라이크존 배 독립리그 시상식(스트라이크존 종각지점)
  - 최다 안타 1위 신승원(29개), 타격 1위 신승원(0.475), 타점 1위 조원태(20타점), 평균자책점 1위 김태훈 (2.74)
- 9월 28일 - 스포츠산업 박람회 연천군-미라클 독립야구단 홍보 부스 운영(서울 올림픽공원내 SK핸드볼경기장)

| 연도 | 네이밍스폰서  | 운영모체                      | 구단주 | 단장   |
| ---- | ------------- | ----------------------------- | ------ | ------ |
| 2015 | 경기도 연천군 | (주)인터내셔널스포츠그룹(ISG) | 박정근 | 우수창 |
| 2016 | 경기도 연천군 | (주)인터내셔널스포츠그룹(ISG) | 박정근 | 공 석  |
| 2017 | 경기도 연천군 | (유)연천미라클야구단          | 김인식 | 이해성 |
| 2018 | 경기도 연천군 | (유)연천미라클야구단          | 김인식 | 이해성 |
| 2019 | 경기도 연천군 | (유)연천미라클야구단          | 김인식 | 이해성 |

## 코칭스텝
| 연도 | 감독   | 코치                                                  | 인스트럭터                                          |
| ---- | ------ | ----------------------------------------------------- | --------------------------------------------------- |
| 2015 | 김인식 | 정진환(투수)                                          | 김일훈(수비), 최연오(타격/배터리), 김용민(트레이닝) |
| 2016 | 김인식 | 정진환(투수), 최연오(타격/배터리)                     |                                                     |
| 2017 | 김인식 | 정진환(투수), 최연오(타격/배터리) → 노찬엽(타격/주루) |                                                     |
| 2018 | 김인식 | 노찬엽(타격/주루), 박성호(투수), 이찬주(트레이닝)     |                                                     |
| 2019 | 김인식 | 노찬엽(타격/주루), 심규범(투수), 윤현진(트레이닝)     |                                                     |

## 선수단
| 연도 | 주장   | 투수 | 포수                           | 내야수                                                                                        | 외야수                                                                |
| ---- | ------ | --- | ------------------------------ | --------------------------------------------------------------------------------------------- | --------------------------------------------------------------------- |
| 2015 | 배승현 | 김상걸, 김창민, 노민성, 채하림, 표경원, 최동국, 이청하, 김태훈, 김 광, 김 산, 구예찬, 윤석주, 김진오, 배이준, 이케빈, 김성준 | 조용성, 송준희                 | 김동환, 김영원, 황성연, 임종만, 김종찬, 신지혁, 이강혁, 김강현, 조정빈                        | 주다빈, 배승현, 오무열, 공민호, 김원석 임광섭, 최유석                 |
| 2016 | 임광섭 | 이청하, 김태훈, 김 광, 김 산, 신창호, 이덕규, 임도경, 윤석주, 황건주, 허유강, 김성준                                         | 조용성, 송준희, 이인주, 장동웅 | 한 겸, 권현우, 조정빈, 신지혁, 박세준, 장시하, 정범수, 이희준, 김선곤, 박철우, 윤국영, 어제인 | 유지창, 동주봉, 장효건, 이현민, 서지호 임광섭, 최유석, 최유진, 조원태 |
| 2017 | 유지창 | 박병우, 김태훈, 김 광, 황건주, 김병승, 조보빈, 장동영, 이정암, 윤석주, 장동영, 강화영, 김 준, 허유강                         | 신승원, 장동웅                 | 전승현, 장시하, 이상우, 김희준, 김강현, 김선곤, 김영록, 박철우, 김경민, 조성래, 어제인        | 유지창, 동주봉, 최유석, 최유진, 조원태, 류기훈                        |
| 2018 | 신승원 | 하민국, 구예찬, 강화영, 황인건, 장재원, 김진오, 강구용, 홍성윤                                                               | 신승원, 고우석                 | 전승현, 장시하, 박주찬, 김경민, 어제인                                                        | 조예준, 임도경, 김원석, 김주현, 동우혁                                |
| 2019 | 홍성윤 | 임현준, 오정진, 장재원, 윤현진, 유재성, 이성진, 김정택, 고건웅, 이정우, 박 찬, 심규범, 이성준, 강구용                        | 고우석, 조남현, 김성현         | 이민서, 조대성, 김나눔, 박현준, 손호영, 엄상준, 김민호, 어제인                                | 홍성윤, 양지운, 김대훈, 김해현, 권석민                                |

## 참가 대회 및 리그
| 년도 | 리그                             | 주관                   | 참가구단 | 참가구단                                         | 순위 | 성적          | 비고                        |
| ---- | -------------------------------- | ---------------------- | -------- | ------------------------------------------------ | ---- | ------------- | --------------------------- |
| 2015 | 참가 리그 없음                   |                        |          |                                                  |      |               | 단일 구단, 독립리그 창설 전 |
| 2016 | 참가 리그 없음                   |                        |          |                                                  |      |               | 단일 구단, 독립리그 창설 전 |
| 2017 | 스트라이크존 배 한국독립야구리그 | 한국스포츠인재육성회   | 2개      | 서울, 연천                                       | 2위  | 7승 9패 1무   | 시범리그, 2팀 참가          |
| 2018 | KIBA 한국독립야구연맹 드림리그   | 한국독립야구연맹       | 4개      | 서울, 연천, 파주, 의정부                         | 2위  | 11승 10패 3무 |                             |
| 2019 | GBSA 독립야구단 경기도리그       | 경기도야구소프트볼협회 | 6개      | 고양시, 성남시, 양주시, 연천군, 의정부시, 파주시 | 2위  | 14승 7패 1무  | 경기도 지원 리그            |
| 2019 | GIBF 경기도독립야구연맹대회      | 경기도독립야구연맹     | 5개      | 고양, 성남, 양주, 연천, 파주                     | 2위  | 6승 6패 0무   |                             |

## 상위리그 진출자

#### KBO 리그
| 이름   | 포지션 | 투/타 | 구단          | 입단형태                      | 입단년도  |
| ------ | ------ | ----- | ------------- | ----------------------------- | --------- |
| 이케빈 | 투 수  | 우/우 | 삼성 라이온즈 | 2016 신인 드래프트 2차 11순위 | 2015. 9.  |
| 이강혁 | 내야수 | 우/좌 | NC 다이노스   | 드래프트 외 계약(육성선수)    | 2015. 12. |
| 김원석 | 외야수 | 우/우 | 한화 이글스   | 드래프트 외 계약(정식선수)    | 2015. 12. |
| 조용성 | 포 수  | 우/우 | 삼성 라이온즈 | 드래프트 외 계약(육성선수)    | 2016. 5.  |
| 윤국영 | 내야수 | 우/좌 | NC 다이노스   | 드래프트 외 계약(육성선수)    | 2016. 11. |
| 손호영 | 내야수 | 우/우 | LG 트윈스     | 2020 신인 드래프트 2차 23순위 |           |
| 황영묵 | 내야수 | 좌/좌 | 한화 이글스   | 2024 신인 드래프트 4차 31순위 | 2024. 4.  |

#### 해외 및 기타리그
| 이름   | 포지션 | 투/타 | 리그                              | 구단                  | 입단년도 |
| ------ | ------ | ----- | --------------------------------- | --------------------- | -------- |
| 박세준 | 외야수 | 우/우 | 일본 베이스볼 챌린지 리그         | 시나노 그랜드세로우스 | 2017. 1  |
| 신승원 | 포 수  | 우/우 | 호주 오스트레일리안 베이스볼 리그 | 질롱 코리아           | 2018. 10 |
| 강화영 | 투 수  | 우/우 | 호주 오스트레일리안 베이스볼 리그 | 질롱 코리아           | 2018. 10 |
| 권현우 | 내야수 | 우/우 | 일본 간사이 독립리그              | 효고 블루산다스       | 2018. 12 |
| 김원석 | 외야수 | 우/우 | 일본 베이스볼 챌린지 리그         | 후쿠시마 레드호프스   | 2019. 2  |

## 대한민국의 독립구단 목록
- 파주 챌린저스
- 연천 미라클
- 고양 원더스
- 성남 맥파이스
- 가평 웨일스
- 포천 몬스터
- 수원 파인이그스

### 해체된 독립구단
- 고양 원더스 (2011-2014) (2014년 해체)
- 수원 로보츠 (2018년 해체)
- 용인 스텔스 (2018년 해체)
- 저니맨 외인구단 (2019년 해체)
- 양주 레볼루션 (2019년 해체)
- 성남 블루팬더스 (2019년 해체)
- 용인시 빠따형 독립야구단 (2020년 해체)
- 의정부 신한대학교 피닉스 (2020년 해체)
- 스코어본 하이에나들 (2021년 해체)